# حكومة بهجت التلهوني الخامسة
حكومة بهجت التلهوني الخامسة هي الحكومة السابعة والخمسون من حكومات المملكة الأردنية الهاشمية. شكّل بهجت التلهوني الحكومة في 13 أغسطس عام 1969م، بتكليف من ملك الأردن الحسين بن طلال. وقد حلّت الحكومة في 19 أبريل 1970.

## وصلات خارجية
- موقع رئاسة الوزراء